# Lago Großer
El lago Großer (en alemán: Großersee) es un lago situado en la municipalidad de Nordwestuckermark, al norte del distrito rural de Uckermark —junto a la frontera con el estado de Mecklemburgo-Pomerania Occidental—, en el estado de Brandeburgo (Alemania), a una elevación de 93 metros; tiene un área de 260 hectáreas. 